# Total War: Shogun 2 – Zmierzch Samurajów
Total War: Shogun 2 – Zmierzch Samurajów – strategiczna gra turowa wyprodukowana przez Creative Assembly i wydana 23 marca 2012 roku przez Sega. Jest to samodzielny (niewymagający podstawowej wersji) dodatek do gry Total War: Shogun 2. Wydane zostały do niego 4 DLC: The Saga Faction Pack, The Obama Faction Pack, The Tsu Faction Pack i The Sendai Faction Pack, dodające po jednym nowym klanie. Rozgrywka odbywa się w czasach wojny boshin

## Rozgrywka
Rozgrywka jest podobna do tej z Shoguna 2, jednak wprowadzono kilka ważnych zmian. Po pierwsze mapa kampanii (Japonii, w której dzieje się akcja gry) została poszerzona o wyspę Hokkaido (ówczesne Ezo). Lata gry zostały znacznie skrócone, co może się wydawać sporym uproszczeniem, jednak każdy rok trwa aż 24 tury (po 6 na każdą porę roku). Do gry dodano nowe możliwości, np. budowę linii kolejowych, oraz wiele nowych jednostek (zwłaszcza europejskich) – podobnie jak w Empire: Total War okres historyczny spowodował, że praktycznie straciły na znaczeniu wojska walczące wręcz, ponieważ teraz losy bitwy zależą przede wszystkim od oddziałów wyposażonych w broń palną. Na początku kampanii wybiera się klan, którym gracz będzie kierować, z czego niektóre popierają szoguna albo cesarza. Tak jak w poprzednich grach z tej serii rozgrywka odbywa się na dwóch płaszczyznach. Pierwsza, w czasie w turowym, dzieje się na mapie kampanii, gdzie kieruje się gospodarką, dyplomacją itd. Kiedy spotykają się dwie armie dochodzi do bitwy, która dzieje się w czasie rzeczywistym, a wygrywa ten, którego armia pozostanie na polu bitwy (oczywiście można ją też oddać w ręce komputera). Celem gry jest, tak jak poprzednio, zdominowanie Japonii, czy to przez prowadzony klan, czy przez ww. stronnictwa polityczne.

## Odbiór gry
Gra zebrała bardzo pozytywne recenzje. Konrad ,,Ferrou" Kruk z portalu Gry-Online chwalił m.in. świetny klimat, oprawę dźwiękową oraz dynamikę i moc starć militarnych, a krytykował np. sztuczną inteligencję przeciwnika. Średnia ocen w agregatorze Metacritic wynosi 86/100.